# The Cooler
The Cooler es una película de 2003 dirigida por Wayne Kramer. La adaptación al cine original fue escrita por Kramer y Frank Hannah. 

## Sinopsis
En un antiguo casino de Las Vegas, su jugador rompe su maldición (que básicamente consiste en irradiar mala suerte) cuando se enamora, para gran consternación de su jefe.

## Elenco
- William H. Macy como Bernie Lootz.
- Alec Baldwin como Shelly Kaplow.
- Maria Bello como Natalie Belisario.
- Shawn Hatosy como Mikey.
- Ron Livingston como Larry Sokolov.
- Paul Sorvino como Buddy Stafford.
- Estella Warren como Charlotte.
- Arthur J. Nascarella como Nicky Fingers Bonnatto.
- Joey Fatone como Johnny Cappella.
- Ellen Greene como Doris.
- MC Gainey como Oficial de Carretera.